# Руханское сельское поселение
Руха́нское се́льское поселе́ние — муниципальное образование в составе Ершичского района Смоленской области России.
Административный центр — деревня Рухань.
Главой поселения и Главой администрации является Аполлонова Татьяна Васильевна.

## Географические данные
- Расположение:  южная часть Ершичского района
- Граничит:
  - на востоке и юге — с Брянской областью
  - на юго-западе — с Беларусью
  - на западе — с Кузьмичским сельским поселением
  - на северо-западе — с Ершичским сельским поселением
  - на севере — с Егоровским сельским поселением
  - на северо-востоке — с Сукромлянским сельским поселением
- Крупные реки: Ипуть, Вороница.

## История
Образовано законом от 2 декабря 2004 года.
Законом Смоленской области от 25 мая 2017 года в Руханское сельское поселение были включены все населённые пункты двух упразднённых сельских поселений: Егоровского и Сукромлянского.

## Население
| 2007 | 2011 | 2012 | 2013 | 2014 | 2015 | 2016 |
| ---- | ---- | ---- | ---- | ---- | ---- | ---- |
| 1057 | ↘728 | ↘698 | ↘675 | ↘663 | ↘624 | ↘604 |
| 2017 | 2018 | 2019 | 2020 | 2021 |      |      |
| ↘585 | ↗975 | ↘953 | ↘931 | ↘823 |      |      |

## Населённые пункты
На территории поселения находятся 25 населённых пунктов:
| №  | Населённый пункт | Тип     | Население |
| -- | ---------------- | ------- | --------- |
| 1  | Благодать        | деревня | 7         |
| 2  | Бояркино         | деревня | 29        |
| 3  | Глухари          | деревня | 4         |
| 4  | Егоровка         | деревня | 126       |
| 5  | Жарики           | деревня | 12        |
| 6  | Карды            | деревня | 132       |
| 7  | Колечье          | деревня | 5         |
| 8  | Корсики          | деревня | 164       |
| 9  | Крестовая        | деревня | 39        |
| 10 | Курщина          | деревня | 0         |
| 11 | Лычники          | деревня | 6         |
| 12 | Ново-Троицкое    | деревня | 0         |
| 13 | Первомайский     | посёлок | 97        |
| 14 | Петраково        | деревня | 17        |
| 15 | Петровка         | деревня | 1         |
| 16 | Ростынка         | деревня | 35        |
| 17 | Рухань           | деревня | 220       |
| 18 | Свиридовка       | деревня | 0         |
| 19 | Семеновка        | деревня | 0         |
| 20 | Скоторж          | деревня | 26        |
| 21 | Старина          | деревня | 28        |
| 22 | Сукромля         | деревня | 216       |
| 23 | Тросно-Ивакино   | деревня | 6         |
| 24 | Тросно-Исаево    | деревня | 74        |
| 25 | Ходынка          | деревня | 0         |

Упразднённые
- Гребеневка, деревня

## Экономика
Сельхозпредприятия, магазины, строительные организации, охотохозяйство .